# Dimitrios Lapas
Dimitrios Lapas, gr. Δημήτριος Λάππας (ur. 18 grudnia 1972) – cypryjski windsurfer, uczestnik Letnich Igrzysk Olimpijskich 1996 i 2000.
| Igrzyska     | Dyscyplina  | 1  | 2  | 3  | 4  | 5  | 6  | 7  | 8  | 9  | 10 | 11 | Pozycja | Punkty |
| ------------ | ----------- | -- | -- | -- | -- | -- | -- | -- | -- | -- | -- | -- | ------- | ------ |
| Atlanta 1996 | Windsurfing | 26 | 22 | 38 | 25 | 27 | 36 | 33 | 27 | 35 |    |    | 32      | 269    |
| Sydney 2000  | Windsurfing | 28 | 16 | 20 | 32 | 27 | 33 | 31 | 29 | 30 | 19 | 13 | 30      | 278    |